# Itazismus
Itazismus (altgriechisch ἰωτακισμός iōtakismόs) bezeichnet historisch eine propagierte Aussprache, den griechischen Buchstaben Eta (η) als I auszusprechen. In der modernen Linguistik bezeichnet er auch einen Lautwandel innerhalb der griechischen Sprache. Der Itazismus wird für gewöhnlich als Spezialfall des Iotazismus behandelt oder von einigen sogar synonym verwendet.

## Linguistik
In der Linguistik bezeichnet der Itazismus im engeren Sinne den mit der Koine genannten Sprachstufe der griechischen Sprache einsetzenden Prozess, den ursprünglich [ɛː] gesprochenen Buchstaben Eta (η) als [i] (Ita) auszusprechen. Im weiteren Sinne bezeichnet er den Wandel, die Diphthonge ηι (ῃ), ει, οι und υι sowie den Buchstaben υ lautlich dem Eta anzugleichen. Im Neugriechischen geben ι, η, υ, ει, οι und υι dasselbe Phonem [i] wieder. Darüber hinaus wird allgemein der Aussprachewandel, dem beispielsweise auch die Vokalverbindungen αι, αυ, ευ und die Konsonantenverbindungen γκ, μπ, ντ unterworfen waren, zum Phänomen des Itazismus gezählt. Seine Regeln wirken im Neugriechischen fort.

## Aussprachetradition
Der Itazismus ist die besonders von Johannes Reuchlin und Philipp Melanchthon übernommene Aussprache des Griechischen, wie sie byzantinische Gelehrte der Renaissance in Westeuropa verbreiteten. Hierbei wurde das Eta (η, im Altgriechischen langes e) wie Ita (seit dem Mittelgriechischen mit i) ausgesprochen und überhaupt die von der im übrigen Europa stark abweichende Aussprache der Griechen zur Richtschnur genommen. Die entgegengesetzte, Etazismus genannte Position vertraten etwa Aldus Manutius, vor allem aber Erasmus von Rotterdam. Erst ab dem 19. Jahrhundert setzte sich der Etazismus zunächst im deutschen Unterricht, mittlerweile weitgehend auch international im Sprachgebrauch des Altgriechischen durch.